# Gomphoidinae
Gomphoidinae – podrodzina ważek z rodziny gadziogłówkowatych.
Należą tutaj następujące rodzaje:
- Perigomphus
- Zonophora